# Bión (költő)

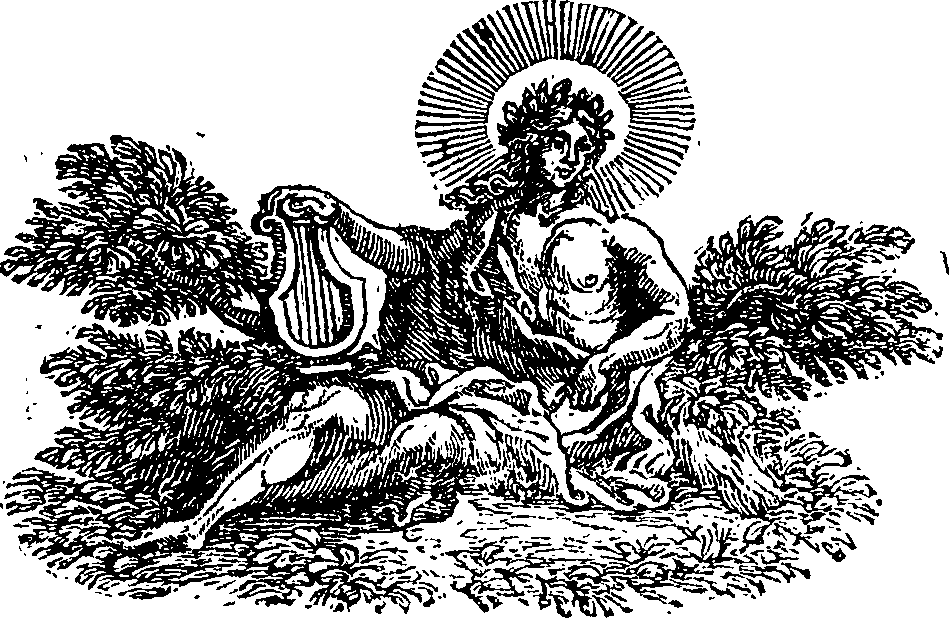
Bión allegorikus ábrázolása Thomas Cooke 1724-ben megjelent, Moszkhosz és Bión munkáit tartalmazó angol nyelvű gyűjteményében

Bión, Βίων (İzmir, i. e. 120 – ?, i. e. 57) ókori görög költő.

## Élete
Szmirnából (ma: Izmir, Törökország) származott, az I. e. 1. században működött. Munkássága jórészt elveszett, mindössze tizenhét töredéke maradt fenn ókori görög antológiákban, valamint egy teljes, mitológiai tárgyú költemény Adónisz haláláról és Aphrodité siralmáról (e munkája Adónisz sírfelirata címen ismeretes, s a bukolikus költészet számos késő középkori kéziratában szerepel). Töredékei egy része az ógörög bukolikus költészetre jellemző pásztori témákat dolgozta fel, másik része a késői hellenisztikus korra jellemző, a bukolikus formákat tágabban értelmező stílusban fogantak. Gyakran foglalkozott a szerelemmel, elsősorban a homoszexuális vonzalommal is. Adóniszon kívül más mitológiai alakok is megjelennek műveiben, például Hüakinthosz és a küklópsz. Sírfelirata szerint írt egy költeményt Orpheuszról is, a fennmaradt töredékek egy része talán ehhez tartozott. Bión szövegei általában szerepelnek a Theokritosz-kiadásokban. A bukolikus kéziratokban fennmaradt, a modern kiadásokban általában az ő neve alatt szereplő Akhillész és Deidameia sírfelirata című mű feltehetőleg nem az ő munkája. Hatása megfigyelhető számos görög és római költő és író munkásságában, köztük Vergiliuséban és Ovidiuséban. Adonisz-mítoszának felfogása különösen a reneszánsz óta hatott az európai és az amerikai irodalomra.  
Életéről szinte semmilyen adat sem maradt fenn. A korábban elfogadott életrajzot, miszerint Theokritosz kortársa, Moszkhosz barátja és tanítója volt ma tévesnek tekintik. A Szuda-lexikon, amely a görög bukolikus költők kánonát Theokritosz, Moszkhosz és Bión néven sorolja fel feltehetően kronológiai sorrendet tükröz, Moszkhosz pedig az I. e. 2. században működött. Bión utánzói először az 1. század elején bukkannak fel. Néhány információ Bión életéről sírfeliratából származik, amely névtelen szerzője a költő örökösének és ausoni-nak (olasznak nevezi magát, ez arra utalhat, hogy Bión valamikor Itáliába utazott, talán Rómába támogatót keresni (kora több görög költőjéhez hasonlóan). A vers azt is állítja, hogy megmérgezték, ez talán csak költői metafora, de az is elképzelhető, hogy igaz. Egy régi szöveg Bión származásának helyét egy "Phlossza nevű kis helyként" adja meg, amely egyébként ismeretlen, feltehetően egy Szmirna igazgatása alatt álló kerület volt, esetleg egyike azon falvaknak, amelyekből a hellenisztikus korban Szmirnát újjáépítették. A "Phlosszai Bión" elnevezés ma csak ritkán használatos, az ókorban feltehetőleg egyáltalán nem használták, magán Szmirnán kívül mint "Szmirnai Biónt" ismerték volna.

## Modern kiadásai
- J. D. Reed, Bion of Smyrna: the Fragments and the Adonis (Cambridge 1997), angol fordítással
- M. Fantuzzi, Bionis Smyrnaei Adonidis Epitaphium (Liverpool 1985), olasz fordítással
- Néhány verse magyar nyelven a Görög költők antológiájában

### Magyarul
- Bion bukolikus költeményei; ford., bev., jegyz. Módi Mihály; Studium, Győr, 1930 (Az alexandrinus kor görög költői)
- A görög bukolikusok (Theokritos, Moschos, Bion) költeményei, 1-2.; ford. Vértesy Dezső, jegyz. Módi Mihály; Akadémia, Bp., 1939–1940 (Görög és római remekírók)

## Fordítás
- Ez a szócikk részben vagy egészben  a   Bion of Smyrna című angol Wikipédia-szócikk ezen változatának fordításán alapul.  Az eredeti cikk szerkesztőit annak laptörténete sorolja fel. Ez a jelzés csupán a megfogalmazás eredetét és a szerzői jogokat jelzi, nem szolgál a cikkben szereplő információk forrásmegjelöléseként.